# Torbda maculipennis
Torbda maculipennis är en stekelart som beskrevs av Cameron 1902. Torbda maculipennis ingår i släktet Torbda och familjen brokparasitsteklar. Inga underarter finns listade i Catalogue of Life.